# Žižki
Žižki este o localitate din comuna Črenšovci, Slovenia, cu o populație de 584 de locuitori.